# SPATA7
 Связанный со сперматогенезом белок 7  (англ. Spermatogenesis-associated protein 7) — белок, что у человека кодируется геном SPATA7.
Этот ген, первоначально выделенный из семенников, имеет отношение также к сетчатке. Мутации в этом гене связаны с  врожденным амаврозом Лебера и  пигментным ретинитом несовершеннолетних. Альтернативные варианты транскриптов сплайсинга, кодирующих различные изоформы,  были найдены для этого гена.